# Miles in the Sky
Miles in the Sky è un album di Miles Davis registrato e pubblicato nel 1968 che ha raggiunto la quinta posizione nella classifica Jazz Albums. In questo album Davis sperimenta per la prima volta gli strumenti elettrici che troveremo nelle produzioni successive. L'album è caratterizzato da un sound nuovo e dal genere musicale funky jazz fusion che si discosta dal jazz tradizionale e dagli album precedenti dello stesso Davis.

## Il disco
Si tratta del quinto ed ultimo album registrato dal secondo grande quintetto di Davis al completo, poiché, quando verranno registrate le sessioni di Filles de Kilimanjaro, il quintetto inizierà a dissolversi con Ron Carter e Herbie Hancock rimpiazzati da altri musicisti in due delle cinque tracce presenti sul disco. L'insolita copertina "psichedelica" di Miles in the Sky, più consona ad un gruppo psichedelico della West Coast che a un gruppo jazz, fece presagire gli importanti cambiamenti di stile musicale che di lì a qualche anno troveranno completa realizzazione in album come In a Silent Way e soprattutto Bitches Brew. La particolare tendenza all'inversione di stile si nota fin dal titolo del disco, evidente riferimento alla traccia Lucy in the Sky with Diamonds presente sull'LP capolavoro dei Beatles Sgt. Pepper's Lonely Hearts Club Band uscito l'anno prima.
Anche se l'album fu pubblicato poco tempo dopo la registrazione delle ultime due canzoni, le tracce sul disco provengono da sessioni di diversi periodi temporali e illustrano l'evoluzione della musica di Davis da un jazz prettamente acustico alla "fusion" elettrica che tanto influenzerà il jazz anni settanta. Paraphernalia (incisa il 16 gennaio 1968) contiene il suono della chitarra elettrica di George Benson, anche se in maniera più lieve e maggiormente tradizionale rispetto alla precedente Circle in the Round (che vedrà la luce soltanto a fine anni settanta). Black Comedy e Country Son (15 e maggio 1968 rispettivamente) costituiscono l'ultimo ritorno di Davis alla classica formazione a quintetto acustico in studio. Stuff (registrata il 17 maggio 1968), con il suo basso elettrico, il pianoforte Fender Rhodes, e il suo tempo raddoppiato, possiede uno stile a venire, che si concretizzerà nel successivo Filles de Kilimanjaro. Paraphernalia è l'unica composizione dell'album ad essere stata eseguita dal vivo in concerto da Davis.

## Tracce
Lato A
1. Stuff – 16:58 (Miles Davis)
2. Paraphernalia – 12:36 (Wayne Shorter)

Durata totale: 29:34
Lato B
1. Black Comedy – 7:25 (Tony Williams)
2. Country Son – 13:49 (Miles Davis)

Durata totale: 21:14

## Formazione
- Miles Davis - tromba
- Wayne Shorter - sax tenore
- Herbie Hancock - piano, pianoforte elettrico in Stuff
- George Benson - chitarra elettrica in Paraphernalia
- Ron Carter - contrabbasso, basso elettrico in Stuff
- Tony Williams - batteria